# Lithognathus aureti
Lithognathus aureti är en fiskart som beskrevs av Smith 1962. Lithognathus aureti ingår i släktet Lithognathus och familjen havsrudefiskar. Inga underarter finns listade i Catalogue of Life.